# SNCF Z 5600
De Z 5600 serie is een type monocourant dubbeldekker treinstel van de SNCF. Het wordt alleen gebruikt op het Transilien-netwerk.

## Beschrijving
Na de ingebruikname van de VB2N rijtuigen wilde de SNCF zijn materieelpark voor forensentreinen uitbreiden met dubbeldeks treinstellen. De SNCF koos voor treinstellen, omdat de motorkracht wordt verdeeld over een groter gedeelte van de trein in plaats van alleen de locomotief. Dit verbetert de tractie en acceleratie, wat handig is voor treinen die regelmatig stoppen. Het concept van treinstellen verhoogt ook de flexibiliteit omdat er makkelijk een extra treinstel aan- en afgekoppeld kan worden.
De Z 5600 treinstellen zijn de eerste van een generatie van het Z 2N dubbeldeks materieel: later zijn ook de materieeltypes Z 8800, Z 20500 en Z 20900 ontstaan, allemaal doorontwikkelingen van het Z 5600 materieel.
In 2001 en 2002 zijn een aantal treinstellen verlengd met wagons type VB 2N, nadat deze vrij waren gekomen van de RER E. 37 van de 52 treinstellen werden verlengd van de oorspronkelijke vier naar zes wagons. Hierbij werd het interieur niet aangepast, wat nogal bonte samenstellingen opleverde.

## Renovatie

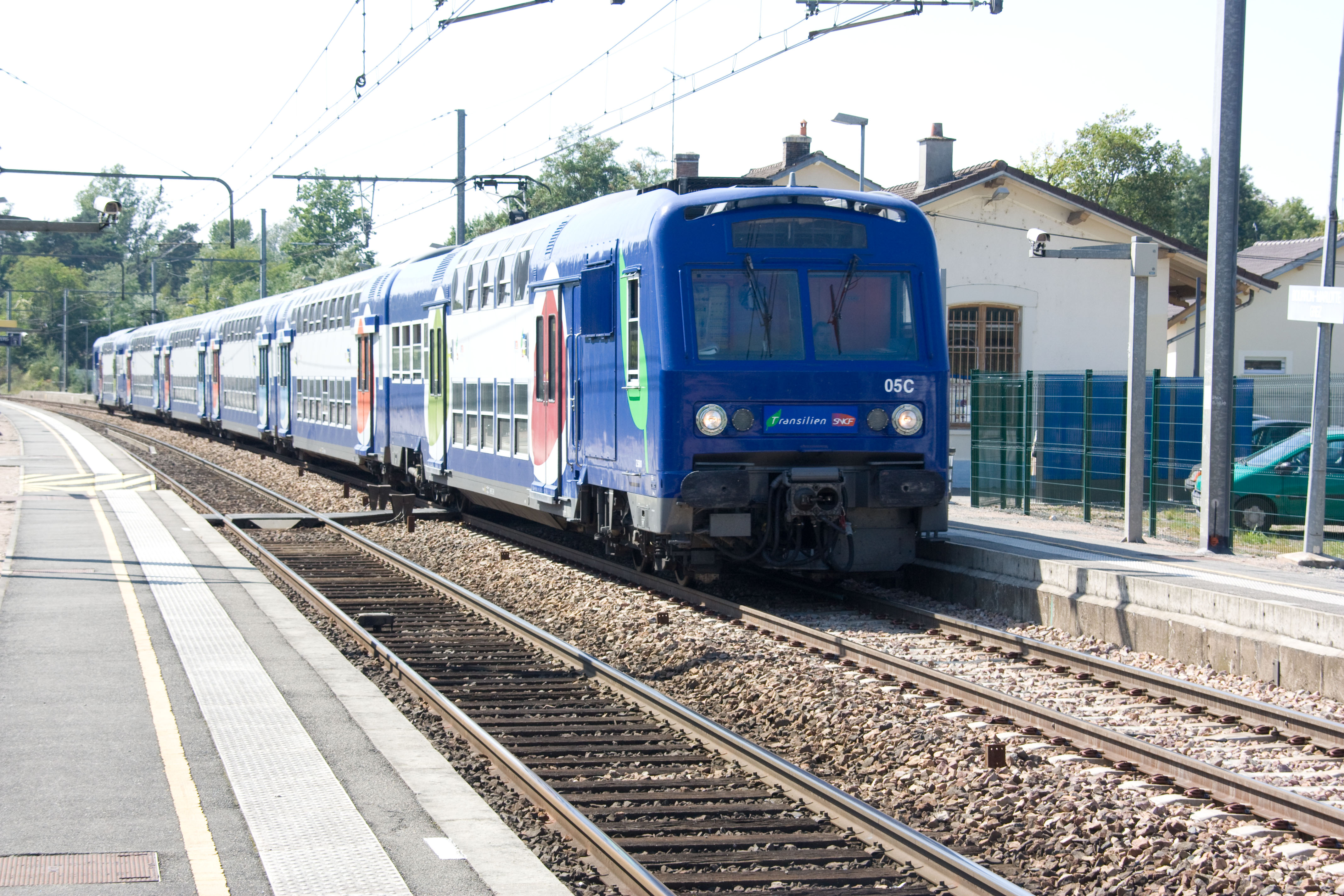
Een gerenoveerd treinstel Z 5600

Het STIF besloot in 2008 tot de renovatie van alle 110 treinen (in totaal 512 rijtuigen) van de materieeltypes Z 5600 en Z 8800. De operatie begon in januari 2009 en wordt in 2015 afgerond. Hierbij worden nieuwe stoelen met voetsteunen geplaatst, beveiligingscamera's opgehangen en de huisstijl veranderd naar de nieuwe huisstijl van Transilien. Bij de renovatie de klapstoelen en de scheidingsmuren, die voorheen de eerste klas van de rest van de trein scheidde, weggehaald. Ook wordt de stoelconfiguratie gewijzigd van gedeeltelijk 2+2 en gedeeltelijk 2+3 naar 2+3.
In tegenstelling tot andere renovaties (VB 2N, Z 20500) wordt er bij deze renovatie geen airconditioning ingebouwd, hetgeen tot protesten leidde bij reizigersverenigingen.

## Diensten
| RER C   | Versailles-Chantiers ↔ Versailles-Château-Rive-Gauche, Saint-Quentin-en-Yvelines ↔ Saint-Martin-d'Étampes, Invalides ↔ Dourdan - La Forêt |
| Trans R | Alle diensten |

## Galerij

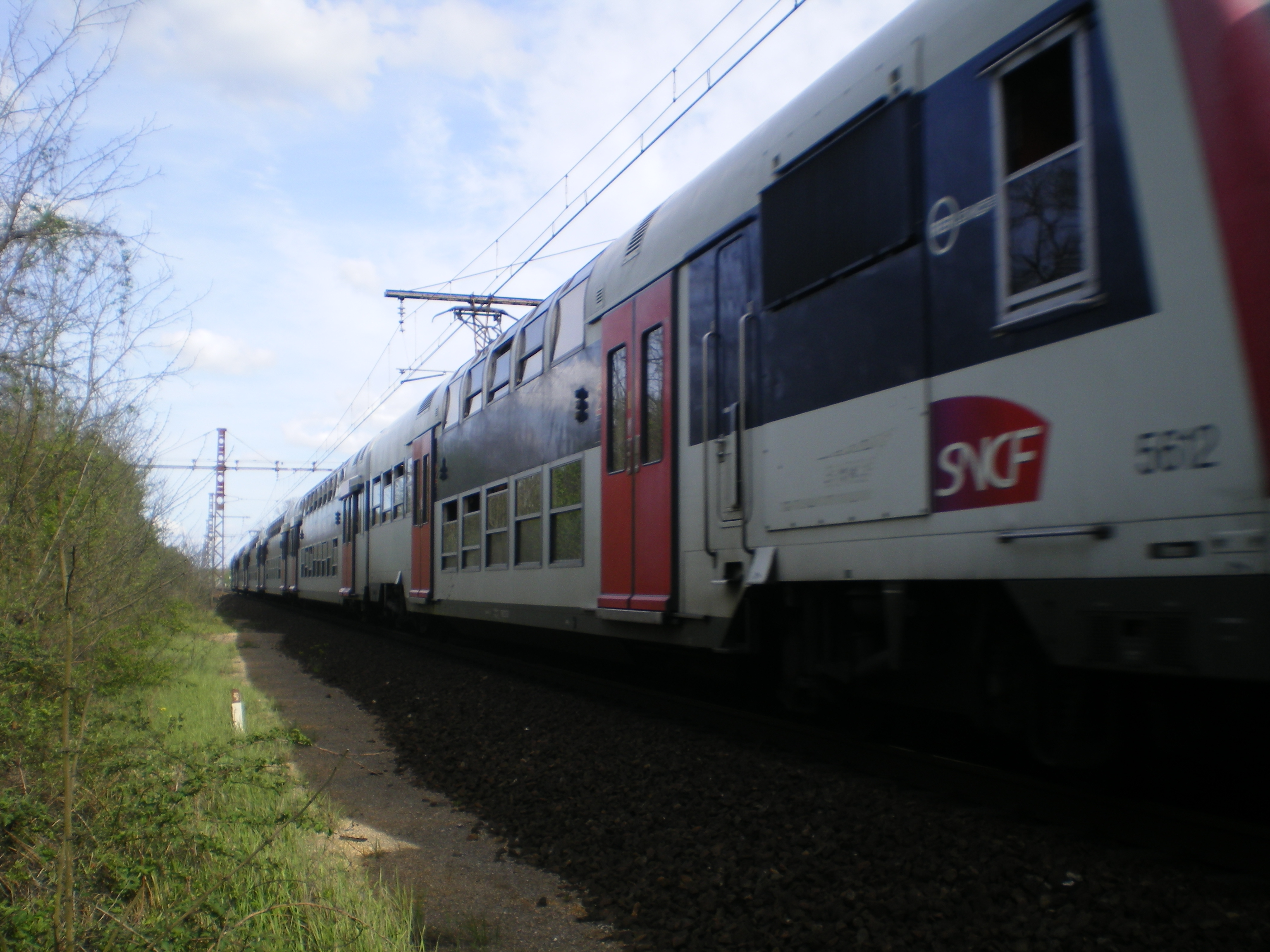
Close-up op een motorwagen
- Passage van de Z 5639/40 bij Moret-sur-Loing.
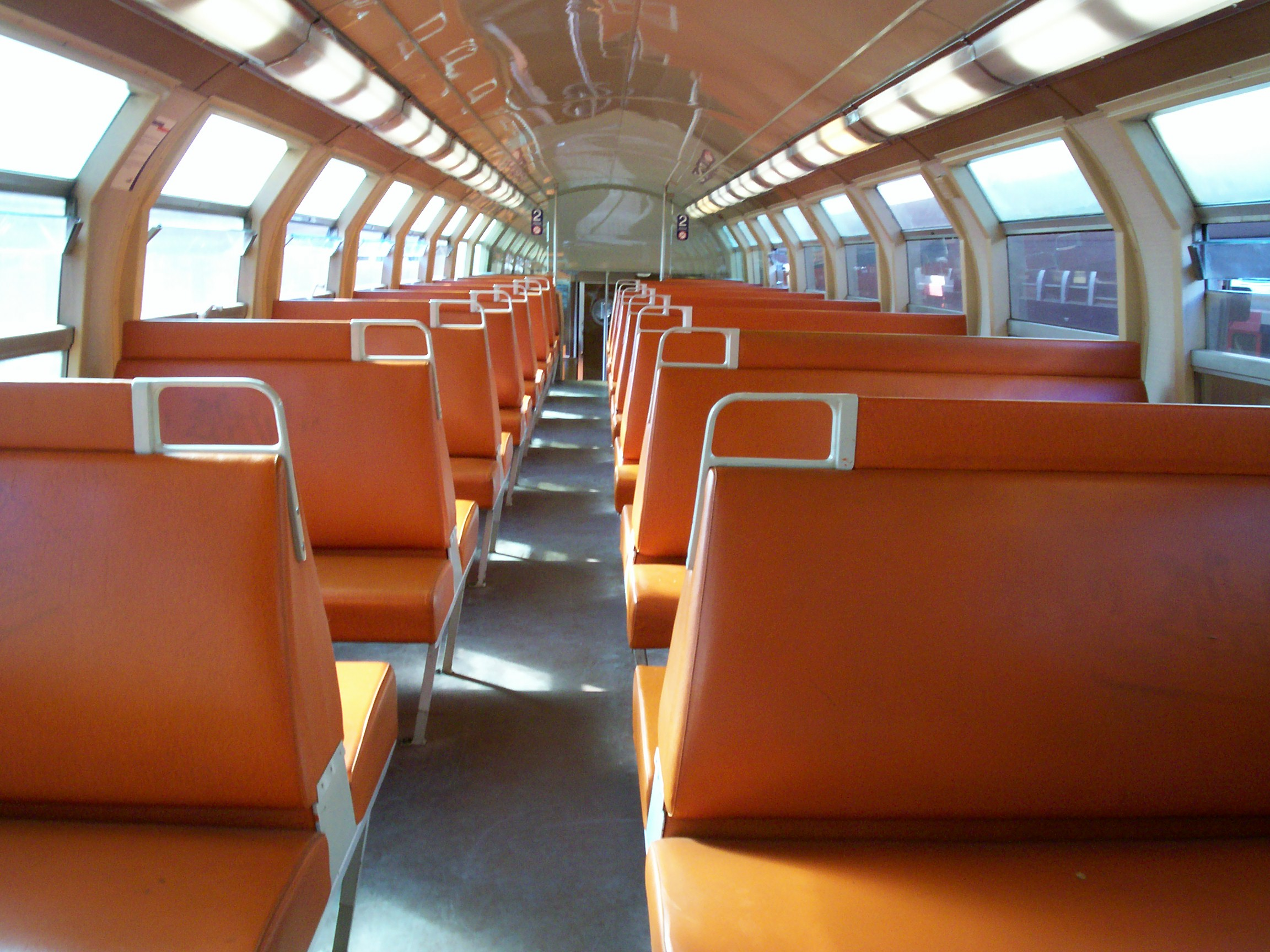
Interieur van een niet-gerenoveerd treinstel.
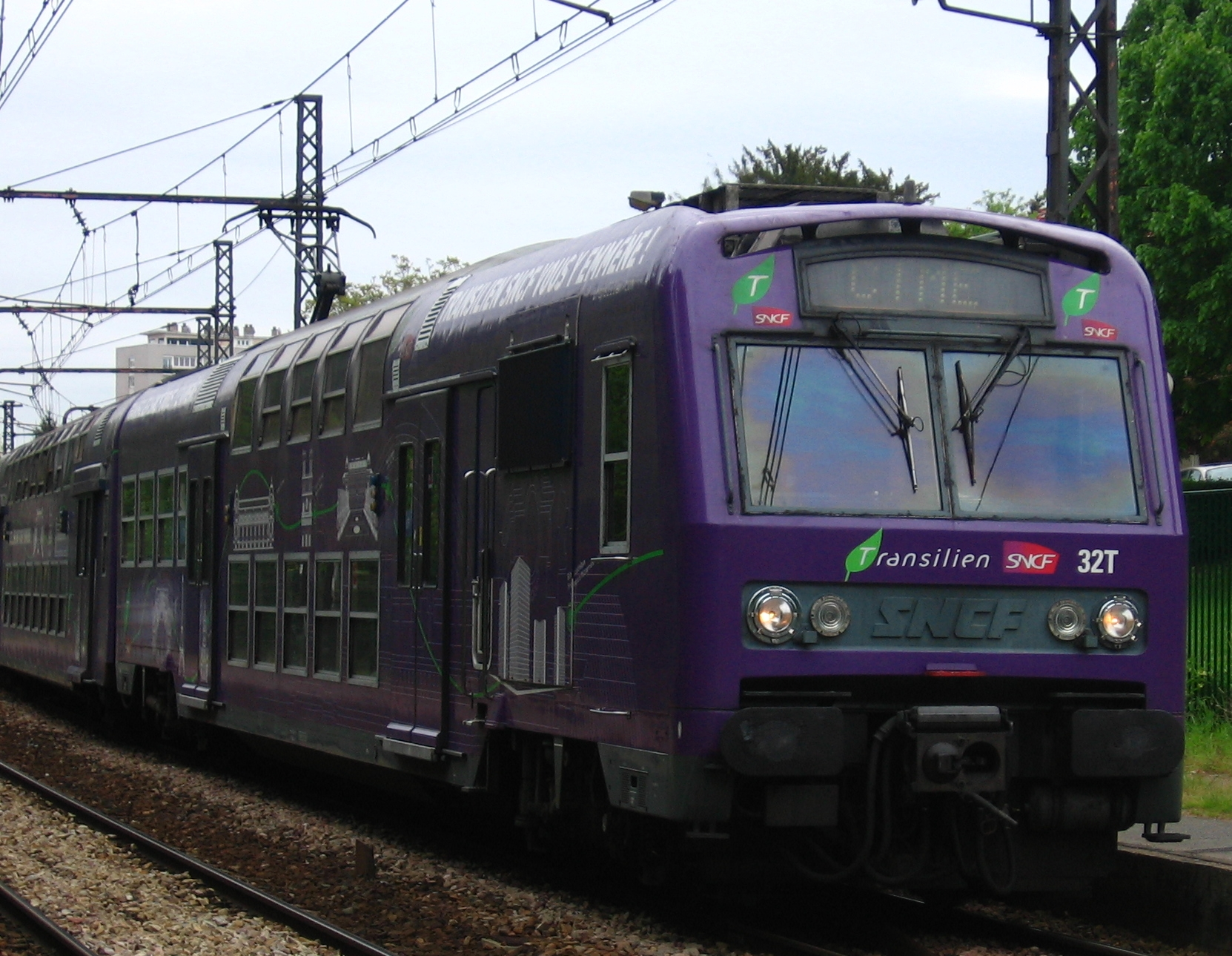
De Z 5663/4 kende enkele jaren een speciale bestickering vanwege van de 30e verjaardag van de RER C